# Papp István (színművész, 1919–1996)
Papp István (Újfehértó, 1919. április 14. – 1996. június 11.) magyar színész.

## Pályafutása
1938-ban végzett az Országos Színészegyesület színiiskolájában, majd ezt követően országszerte fellépett stagione-társulatokkal. Kezdetben táncoskomikus szerepkörben lépett színpadra, később prózai művek sorában alakított karakterszerepeket. Egy időben Debrecenben is játszott, utána Szegeden láthatta a közönség. 1965-ben tagja lett a Pécsi Nemzeti Színháznak, 1967-től a kaposvári Csiky Gergely Színház művésze volt, ahol 1985-ig szerepelt. 77 éves korában hunyt el, a pécsi belvárosi templom altemplomában búcsúztatták.

## Fontosabb szerepei
- Miller (Friedrich Schiller: Ármány és szerelem)
- Zuboly (William Shakespeare: Szentivánéji álom)
- Krantz (Huszka Jenő: Mária főhadnagy)
- Medvegyev (Makszim Gorkij: Éjjeli menedékhely)